# Quercus radiata
Quercus radiata — вид рослин з родини букових (Fagaceae); ендемік південної частини Західної Сьєрри-Мадре (Мексика).

## Опис
Цей вид — дерево заввишки 4–9(12) м. Стовбур до 0.5 м в діаметрі. Кора сіра, борозниста на товсті пластини. Гілочки запушені, з блідими сочевичками. Листки від зворотно-яйцюватих до майже округлих, 8–10 × 7–10 см; основа від серцеподібної до дугоподібної; верхівка тупа й шипаста або коротко загострена; край плоский або злегка загнутий з короткими зубчиками у верхівковій 1/2; верх оливково-зелений; низ щільно-вовнистий; ніжка запушена 1 см завдовжки. Жолуді однорічні, до 8 і більше разом, 6–11 мм, кулясті; чашечка охоплює 1/3 або 1/2 горіха.

## Поширення й екологія
Ендемік південної частини Західної Сьєрри-Мадре — Мексика (Халіско, Дуранго, Сакатекас).
Трапляється у лісистій місцевості разом з іншими дубами та соснами в досить стерильному блідо-сірому магматичному ґрунті; на висотах 2000–2600 м.

## Використання
Немає інформації.

## Загрози
Місце проживання виду піддається лісовій і сільськогосподарській діяльності, а в деяких місцях воно зазнає роздробленості внаслідок будівництва шляхів сполучення.